# Aeroportul Telfer
Aeroportul Telfer (IATA: TEF, ICAO: YTEF) este un aeroport din Australia de Vest, Australia.
Situat la o altitudine de 300 m, aeroportul dispune de o singură pistă. Este operat de Newcrest Mining⁠(d).